# Forza Italia
|  | Aquest article tracta sobre l'antic partit denominat Força Itàlia, existent entre 1994 i 2009. Si cerqueu el partit fundat el 2013, vegeu «Força Itàlia (2013)». |

Forza Italia (FI) (en català: Força Itàlia) fou un partit liberal i de centredreta italià fundat per Silvio Berlusconi el 1994 i dissolt el 2009. Fou un dels partits que va integrar el bloc de l'antiga Casa de les Llibertats. El 16 de novembre de 2007 Berlusconi trencà l'aliança de Força Itàlia amb la Lliga Nord i Alleanza Nazionale i creà un nou partit, Il Popolo delle Libertà, en oposició al nou partit de centreesquerra de Walter Veltroni, el Partito Democratico. Quan es va fundar, en aquest partit també es van integrar exdemocratacristians, exliberals i exsocialistes.
El seu nom és aquest perquè és enganxós, ja que els italians, quan juga la selecció d'Itàlia de futbol criden Forza Italia! Aquest ha estat un factor important per al gran èxit d'aquest partit (es va formar un parell de mesos abans de les eleccions legislatives italianes de 1994 i es va convertir en un dels 2 grans partits). Va obtenir 6.837.748 vots (21,0%) en les Eleccions al Parlament Europeu de 2004, o sigui 16 diputats europeus (sobre 78). En l'àmbit regional, no governa més que tres regions (de 20) des de les eleccions regionals d'abril de 2005 (la Llombardia, el Vèneto i Sicília).

## Història electoral
En les eleccions legislatives italianes de 1994, la coalició de dreta Polo delle Libertà, que incloïa, a més de Forza Italia, la Lega Nord i l'Alleanza Nazionale, Silvio Berlusconi va guanyar una victòria decisiva, la primera del centredreta des de la Segona Guerra Mundial. i Berlusconi es convertí en primer ministre, dimitint al desembre per acusacions de corrupció.
Fou el partit italià més votat en les eleccions al Parlament Europeu de 1999 obtenint 7.624.829 vots (25,2%) i 22 diputats sobre 87, en les eleccions legislatives italianes de 2001 es destacà clarament per davant dels altres dos socis de la coalició Casa delle Libertà, que obtingué majoria absoluta i Berlusconi esdevingué de nou primer ministre, malgrat les nombroses causes judicials que s'acumulaven contra ell, però els continus enfrontaments entre els socis del govern feren que amb les Eleccions legislatives italianes de 2006 passés a l'oposició.

## Dissolució
A la tardor 2007, la dissolució del partit va estar orquestrada per Silvio Berlusconi, que prenent nota dels darrers fracassos, tant des del punt de vista electoral després de l'arribada del govern Prodi com des de les divergències dels partits de la dreta italianes. La seva desaparició va suposar la creació oficial del «Partit de les llibertats» (Partito delle libertà), destinat a reunir els diferents corrents de l'oposició i assegurar-se una majoria de dretes en el moment de les eleccions futures. Tanmateix, al final de novembre, els demòcrates cristians de la UDC (Unió dels Demòcrates Cristians i de Centre) i els de la Lliga Nord no desitjaven unir-se a Berlusconi. Amb el naixement del Poble de la Llibertat (Popolo della Libertà) la tardor del 2008, Forza Italia es fongué en aquest partit. Les Eleccions legislatives italianes de 2008 veieren la victòria de la coalició formada pel PdL, Lliga Nord i Movimento per l'Autonomia per il Sud i el retorn d'un govern de centredreta a Itàlia.

## Resultats electorals

### Eleccions legislatives
| Any  | Líder             | Vots            | %    | Diputats  | +/− | Vots           | %           | Senadors |    |
| ---- | ----------------- | --------------- | ---- | --------- | --- | -------------- | ----------- | -------- | -- |
| 1994 | Silvio Berlusconi | 8,138,781 (1r)  | 21.0 | 113 / 630 | –   | Amb PdL/PBG    | Amb PdL/PBG | 36 / 315 | –  |
| 1996 | Silvio Berlusconi | 7,712,149 (2n)  | 20.6 | 122 / 630 | 9   | Amb PdL        | Amb PdL     | 48 / 315 | 12 |
| 2001 | Silvio Berlusconi | 10,923,431 (1r) | 29.4 | 178 / 630 | 56  | Amb CdL        | Amb CdL     | 82 / 315 | 34 |
| 2006 | Silvio Berlusconi | 9,045,384 (2n)  | 23.6 | 140 / 630 | 38  | 9,048,976 (2n) | 23.7        | 79 / 315 | 3  |

### Parlament Europeu
| Any  | Líder             | Vots            | %    | Escons  | +/− |
| ---- | ----------------- | --------------- | ---- | ------- | --- |
| 1994 | Silvio Berlusconi | 10,809,139 (1r) | 30.6 | 27 / 87 | –   |
| 1999 | Silvio Berlusconi | 7,913,948 (1r)  | 25.2 | 22 / 87 | 5   |
| 2004 | Silvio Berlusconi | 6,806,245 (2n)  | 20.9 | 16 / 78 | 6   |